# Annonce
Annonce (af latin: annuntiare; tilkendegive) er en reklame i et massemedie, der har til formål at påvirke modtagerens viden, holdninger eller handlinger – oftest til at købe det omtalte produkt. Den, der indrykker annoncen, kaldes en annoncør og kan både være en enkeltperson, en organisation eller en virksomhed. Det er oftest det sidste. Begrebet annonce har i mange år været brugt i sammenhæng med trykte medier, mens bruges også ved annoncering på internettet, og ved markedsføring i almindelighed.
Annoncesalget er for mange trykte massemedier en vigtig indtægtskilde. For husstandomdelt ugeaviser, gratisaviser og gratismagasiner er det den eneste indtægtskilde.

## Annoncetyper
I de trykte massemedier er der to hovedtyper af annoncer:
- Rubrikannoncen – er placeret på særlige sider eller i særlige tillæg, hvor der kun er annoncer.
- Tekstsideannoncen – er placeret mellem det redaktionelle indhold. Tekstsideannoncen er den dyreste annoncetype.